# Federico Tello
Federico Tello fue un exfutbolista argentino que se desempeñaba como delantero.

## Clubes
| Club        | País      | Año         |
| ----------- | --------- | ----------- |
| River Plate | Argentina | 1933 - 1934 |
| Atlanta     | Argentina | 1935        |
| Platense    | Argentina | 1936        |